# Гюрятиничи-Роговичи
Гюрятиничи-Роговичи — русский боярский род. Представители этой фамилии достигли высоких должностей в Новгородской республике. Занимали должности посадника, тысяцкого, воеводы/заставного головы и другие посты.
Семья сумела оставить после себя в Новгороде определённый след в военном, гражданском и духовном планах. Во время активных раскопок в Новгороде было найдено много берестяных грамот, вещей и печатей, принадлежавших Гюрятиничам-Роговичам(или Михалковичам, как называл их Янин в первоначальной своей работе).

## Появление гипотезы о боярском посадническом роде
Первоначально, родословная была составлена В. Л. Яниным и М. Е. Бычковой, а впоследствии дополнена Молчановым, Гиппиусом и Дубровиным. Хотя в росписи семьи у этих авторов были расхождения в некоторых местах, общим являлось, как минимум, одно: Гюрятиничи-Роговичи это единый род Новгородских посадников, существовавший с древних времен и до захвата Новгорода Великим княжеством Московским: первый в должности посадника из этой семьи — Гюрята Рогович (года службы неизвестны, но в промежутке между 1050-ми и 1110), а последний — Григорий Михайлович (в 1472 году).
Согласно гипотезе А. А. Молчанова, Гюрята Рогович является правнуком Рёгнвальда Ульвссона. Основой для этого служит схожесть имени отца Гюряты Рог с именем Рогволод, которое считается ославяненным именем от скандинавского Рёгнвальд. А. А. Гиппиус отчасти согласился с некоторыми выводами А. А. Молчанова, однако отметил шероховатость гипотезы.